# Colinas (Rio Grande do Sul)
Pour les articles homonymes, voir colinas.
Colinas est une municipalité de l’État de Rio Grande do Sul, au Brésil.